# Étienne Pongrácz
Pour les articles homonymes, voir saint Étienne et Pongrácz.
Étienne Pongrácz (en hongrois: István Pongrácz), né en 1582 à Vințu de Jos en Roumanie actuelle) et mort (assassiné) le 8 septembre 1619 à Košice (Slovaquie) était un prêtre jésuite hongrois, torturé et assassiné par des soldats calvinistes lors des conflits interreligieux en Europe centrale. Considéré comme martyr pour la foi il a été canonisé par Jean-Paul II en 1995. Liturgiquement il est commémoré le 7 septembre.

## Biographie
Issu d'une famille noble hongroise, Étienne fait ses études à Kolozsvár, en Transylvanie (aujourd'hui Cluj en Roumanie), avant d'entrer dans la Compagnie de Jésus. Il suit le cours de philosophie à Prague (1605-1608) et, après une année d'études supplémentaires à Ljubljana (Slovénie), enseigne pendant deux ans au collège de Klagenfurt, en Autriche (1609-1611). Trois ans études de théologie à Graz (1612-1615), en Styrie (Autriche) le préparent au sacerdoce. En 1615 il est ordonné prêtre à Graz.
Pongracz est d’abord directeur du collège et prédicateur à Homonna (aujourd'hui Humenné, en Slovaquie), où, à la demande du gouverneur de Kassa (actuel Košice), András Dóczy, il servait de pasteur à la petite communauté catholique de cette ville très largement calviniste. Cette région, dans la partie orientale de l’Empire austro-hongrois, était instable et le théâtre de violents conflits interethniques et religieux (entre calvinistes et catholiques).
Ayant fait ses exercices spirituels avec Marko Krizin (ou Križevčanin), un prêtre croate, en juillet 1619 Pongracz se trouve dans un village près de Saros lorsqu’il apprend que, sous prétexte d’une rébellion des catholiques de Košice, l’armée calviniste aux ordres de Gábor Bethlen, prince de Transylvanie (aujourd'hui en Roumanie), commet de nombreuses exactions. Avec son compagnon croate et un autre jésuite, Melchior Grodziecki, il rentre précipitamment à Kosice pour y soutenir les catholiques,.
Les trois prêtres sont arrêtés le 3 septembre 1619. Laissés sans eau ni pain durant plusieurs jours ils sont de plus sauvagement torturés. On tente de leur faire renoncer à la "religion des tyrans" (la foi catholique des Habsbourg). Melchior Grodziecki et Marko Križevčanin meurent le 7 septembre. Étienne Pongracz survit une vingtaine d'heures aux blessures subies. Il meurt le 8 septembre,,,.

## Vénération
Même les protestants de Košice sont choqués : les prêtres, connus pour leur gentillesse, ne méritaient pas ce traitement barbare. La nouvelle de leur martyre se répand comme la poudre dans l'ensemble du pays. Cédant aux nombreuses demandes venant de partout, le prince Gabor Bethlen accepte qu'un enterrement digne leur soit accordé. Le cardinal Péter Pázmány (qui, quelques années auparavant, avait ordonné prêtre Marko Križevčanin) ouvre une enquête canonique. Elle se conclut par une pétition faite officiellement auprès d'Urbain VIII demandant que la vénération publique des martyrs soit autorisée.
Le 1er novembre 1904, Étienne Pongracz, Melchior Grodziecki et Marko Križevčanin sont béatifiés par Pie X. Ils sont canonisés le 2 juillet 1995, lors de la visite que fait Jean-Paul II à Košice. Liturgiquement ils sont commémorés le 7 septembre.